# 華盛頓鎮區 (安德森縣)
華盛頓鎮區（英語：Washington Township）為位在美國堪薩斯州安德森縣的鎮區。2010年美国人口普查中該鎮區人口有272人。該鎮區於1857年設立。

## 地理
華盛頓鎮區涵蓋面積93.2平方（36.0平方英里），境內無城鎮設立。根據美國地質調查局的資料，此鎮區擁有5座墓園：巴蒂斯特墓園（Baptist Cemetery）、霍恩墓園（Horn Cemetery）、海厄特墓園（Hyatt Cemetery）、芒特艾達墓園（Mont Ida Cemetery）以及斯普林菲爾德墓園（Springfield Cemetery）。
該鎮區有布拉德肖溪（Bradshaw Creek）以及斯康克支流（Skunk Branch）等溪流通過。

## 人口統計
根據2010年美國人口普查，華盛頓鎮區人口有272人，人口密度為2.92人/平方公里。種族組成方面，95.96%為白人；0%為非裔美洲人；1.84%為美洲原住民；0.74%為亞洲人；0%為太平洋島民；0.37%為來自其他種族；另外有1.1%來自兩個或以上的種族。而西班牙裔美國人或拉丁美洲人等其他族裔佔該鎮區人口的0.74%。

## 外部連結
- US-Counties.com
- City-Data.com （页面存档备份，存于）